# (149113) Stewartbushman
(149113) Stewartbushman est un astéroïde de la ceinture principale.

## Description
(149113) Stewartbushman est un astéroïde de la ceinture principale. Il fut découvert le 6 février 2002 à Kitt Peak par Marc William Buie. Il présente une orbite caractérisée par un demi-grand axe de 3,02 UA, une excentricité de 0,10 et une inclinaison de 2,3° par rapport à l'écliptique.